# Osiecznica
Osiecznica [ɔɕɛˈt͡ʃɲit͡sa] (deutsch Wehrau) ist ein Dorf im Powiat Bolesławiecki der Woiwodschaft Niederschlesien in Polen. Es ist Sitz der gleichnamigen Landgemeinde mit 7288 Einwohnern (Stand 31. Dezember 2020). Es liegt rund 70 km südlich von Zielona Góra (Grünberg) und 120 km östlich von Dresden. Die Gemeinde ist Mitglied der Euroregion Neiße.

## Geschichte

### Herrschaft Wehrau
Wehrau lag im Mittelalter auf landesherrlichem Gebiet in der Oberlausitz. Mit der 1393 durch Herzog Johann von Görlitz erfolgten Verpfändung des Heidegebietes zwischen Großer Tschirne und Queis an die Herren von Rechenberg auf Klitschdorf entstand die Herrschaft Klitschdorf oberlausitzischen Anteils, die die Rechenberger 1579 von Kaiser Rudolf II. als Lehen erhielten.
Zwischen 1612 und 1631 erfolgte die Trennung der Herrschaften Wehrau und Klitschdorf, wobei die Besitzer der Herrschaft Wehrau ab 1620 in Tiefenfurt ihren Sitz nahmen. 1690 wurde Balthasar Erdmann Graf von Promnitz auf Sorau, Triebel, Halbau, Burau und Freiwaldau auch Besitzer von Wehrau, der im gleichen Jahr durch den Graubündner Baumeister Giulio Simonetti ein Schloss errichten ließ. Den Namen der Herrschaft änderte er in Herrschaft Wehrau.
Seit 1725 war Wehrau keine Herrschaft mehr, sondern lediglich ein Erbgut, das 1747 wieder mit der Herrschaft Klitschdorf vereinigt wurde. Besitzer der Herrschaft war im Jahre 1800 Johann Christian Reichsgraf zu Solms-Tecklenburg.

### Dorf

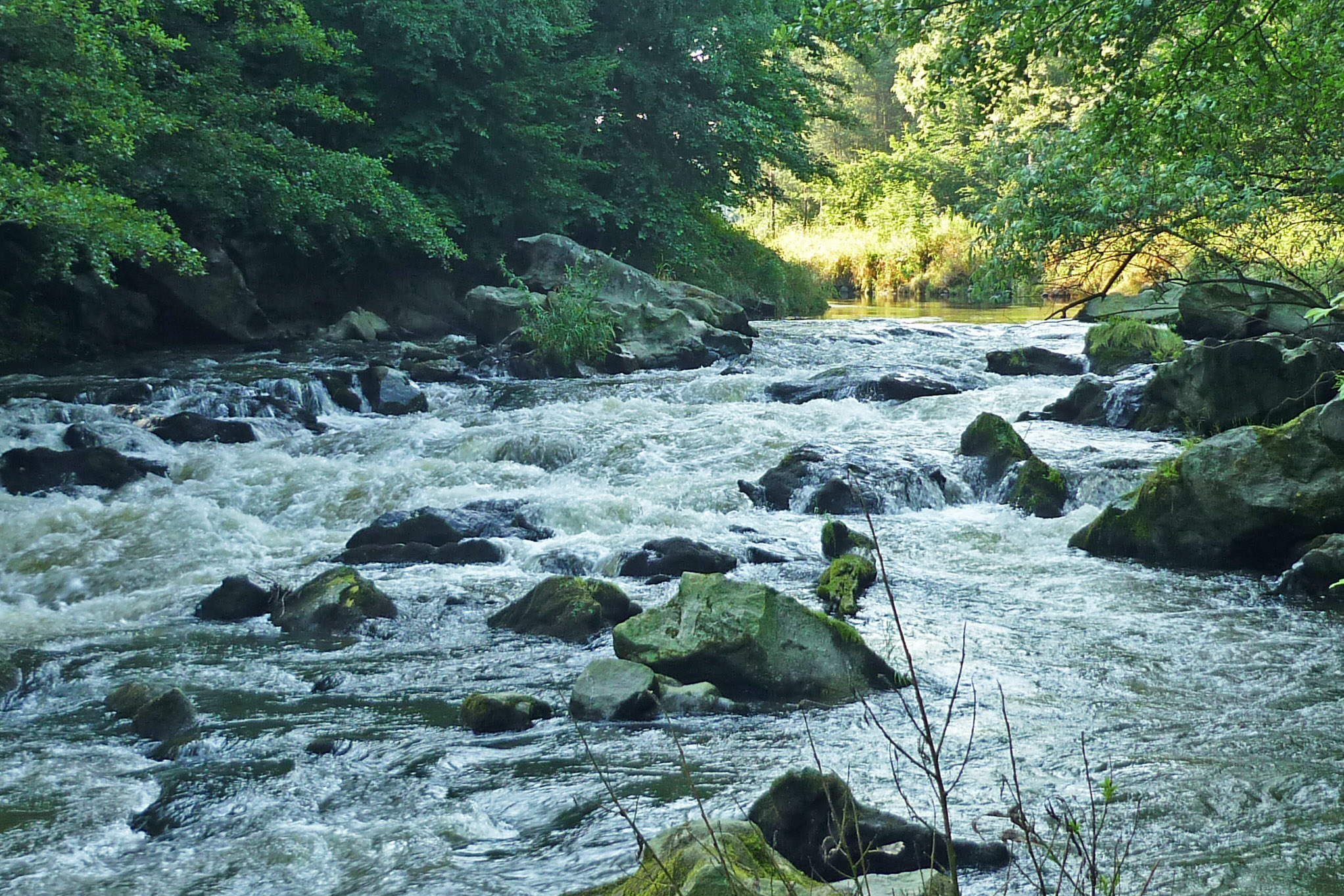
Das Teufelswehr am Queis

Das Dorf Wehrau war ein Zentrum der Glas-, Eisen- und Papierherstellung. Die Mitte des 19. Jahrhunderts errichtete Glashütte wurde 1936 zur Glasschleiferei Andreashütte umstrukturiert.
Bereits 1690 ließ Graf von Promnitz einen Hochofen zur Verhüttung des Raseneisenerzes aus Heiligensee anlegen, 1786 stand noch ein weiterer in Betrieb. 1861 wurden im Eisenhammer Wehrau je zwei Frischfeuer und Stahlhämmer betrieben. Der Eisenhammer ging 1869 in das Eisenhütten- und Emaillerwerk Lorenzdorf auf.
Schon im 16. Jahrhundert wurde im Dorf eine Papiermühle betrieben, 1786 wird von zwei Papiermühlen berichtet, die jedoch gegen Ende des 19. Jahrhunderts ihren Betrieb einstellten.
Von Bedeutung waren die herrschaftlichen Kalksteinbrüche, in die mehrere Wasserhaltungsstolln getrieben waren und zahlreichen Einwohner Arbeit boten. Zwischen diesen Brüchen und dem Dorf befanden sich auch Sandsteinbrüche.
Nach 1815 lag Wehrau im preußischen Teil der Oberlausitz und wurde mit den Herrschaftsdörfern provisorisch ab Mai 1816 bzw. definitiv ab April 1818 dem schlesischen Landkreis Bunzlau zugeordnet.
Mit dem Bau der Eisenbahn zwischen Hirschberg und Sagan bekam Wehrau 1904 einen Bahnanschluss.
1825 lebten in Wehrau 2 500 Einwohner, das Dorf hatte über 400 Häuser. 1939 waren es nur noch 793 Einwohner.
In Osiecznica, das seit 1945 Teil Polens ist, befindet sich ein Zweigbetrieb der Quarzwerke Gruppe zum Abbau von Quarzsand für die Glas- und Keramikindustrie.
Eine geologische Besonderheit ist das Teufelswehr, ein Wasserfall des Queis, der hier eine Gebirgsformation durchbricht.

## Gemeinde
Zur Landgemeinde (gmina wiejska) Osiecznica gehören das Dorf selbst und sieben weitere Dörfer mit Schulzenämtern (sołectwa).

## Persönlichkeiten

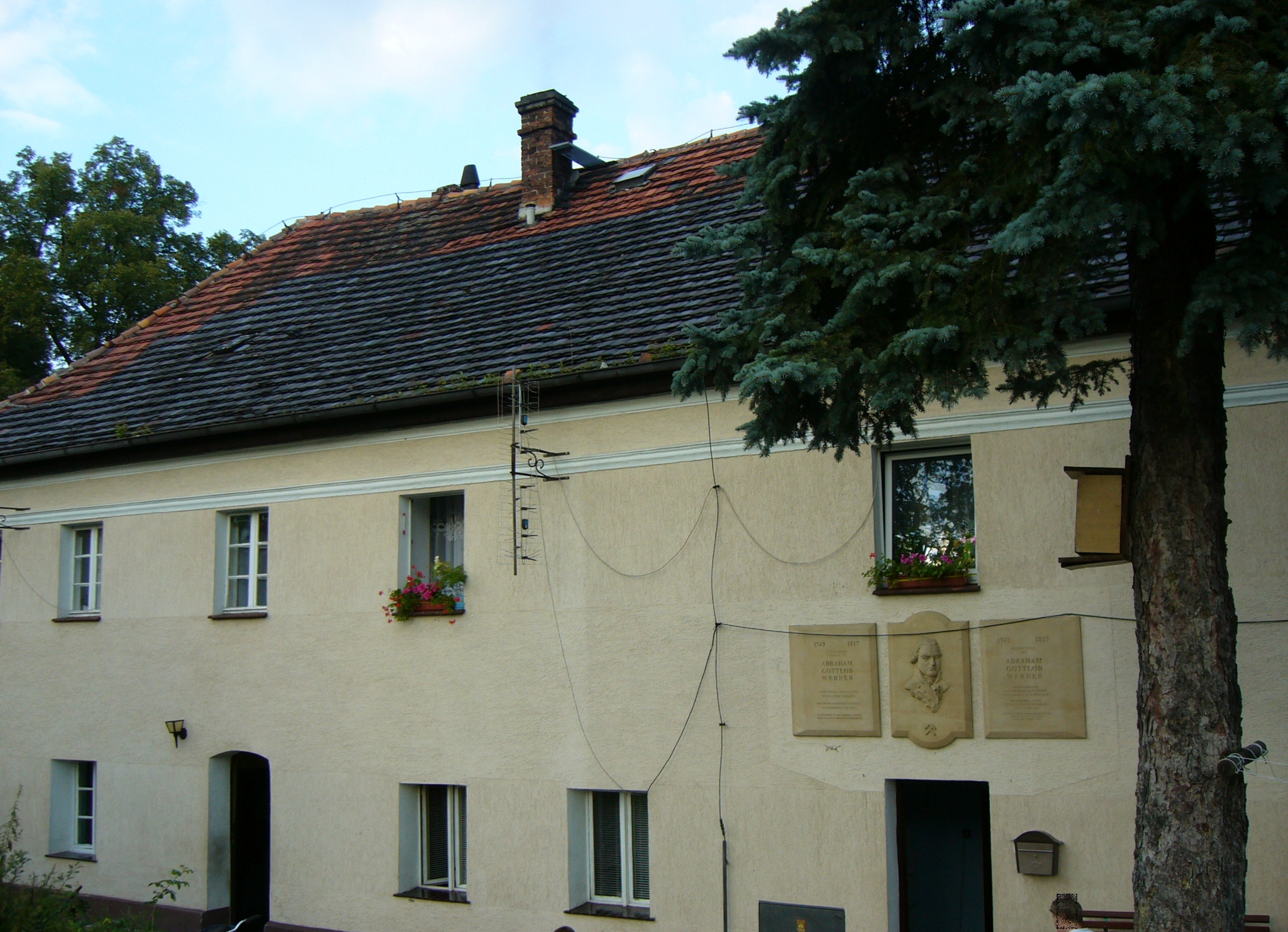
Geburtshaus Abraham Gottlob Werners

- Abraham Gottlob Werner (1749–1817), Mineraloge.